# Spilobotys innominata
Spilobotys innominata là một loài bướm đêm trong họ Noctuidae.